# 1,5-戊二醇
1,5-戊二醇（英語：1,5-Pentanediol）是化学式为HOCH2CH2CH2CH2CH2OH的醇类有机化合物。和其它的二醇类似，1,5-戊二醇常温下是一种无色透明液体。1,5-戊二醇常用作增塑剂和聚酯的生产原料。
1,5-戊二醇可由戊二酸或其衍生物氢化而来，也可由四氢糠醇的氢解反应而来。